# Салантырь
Салантырь — река в России, протекает в Ростовской области. Устье реки находится в 125 км по левому берегу реки Тузлов. Длина реки — 28 км, площадь водосборного бассейна — 104 км².

## Данные водного реестра
По данным государственного водного реестра России относится к Донскому бассейновому округу, водохозяйственный участок реки — Дон от впадения реки Северский Донец и до устья, без рек Сал и Маныч, речной подбассейн реки — бассейн притоков Дона ниже впадения Северского Донца. Речной бассейн реки — Дон (российская часть бассейна).
Код объекта в государственном водном реестре — 05010500912107000016093.